# كريستوف باولر
كريستوف باولر (مواليد 2 يناير 1974) هو سبّاح سويسري، مثّل بلاده في الألعاب الأولمبية الصيفية 2000.

## روابط خارجية
كريستوف باولر على موقع الاتحاد الدولي للسباحة (الإنجليزية)
- كريستوف باولر على موقع أوليمبيديا (الإنجليزية)